# Akinori Tsukioka
Akinori Tsukioka (月岡 明則 Akinori Tsukioka?) (19 de agosto de 1975) es un luchador profesional japonés, más conocido por su nombre artístico Kuishinbo Kamen.

## Carrera

### International Wrestling Association Japan (1996)
Tsukioka debutó en International Wrestling Association Japan en mayo de 1996, con su nombre verdadero.

### Osaka Pro Wrestling (1999-presente)
En 1999, Tsukioka debutó en Osaka Pro Wrestling, donde adoptó el gimmick de Kuishinbo Kamen (くいしんぼう仮面 Kuishinbo Kamen?, lit. Máscara Glotona). Bajo este personaje, Tsukioka vestía un traje blanco y rojo a lunares y una vistosa máscara con grandes gafas y un gorro de fiesta. Su estilo de lucha no era muy serio, ya que se ponía a bailar en mitad del ring o se echaba a dormir en el turnbuckle durante los combates. No mucho tiempo después, Kuishinbo entró en un cómico feudo con Ebessan, otro personaje cómico.

### Total Nonstop Action Wrestling y Pro Wrestling Guerrilla (2004)
Ebessan, Kuishinbo Kamen & NOSAWA aparecieron en Total Nonstop Action Wrestling el 3 de marzo, siendo derrotados por Chris Sabin, Elix Skipper & Sonjay Dutt. Además, Kamen y Ebessan aparecieron tres días más tarde en Pro Wrestling Guerrilla, donde Kuishinbo derrotó a Ebessan.

## En lucha
- Movimientos finales
  - Kankuu Tornado[3][1][2] (Diving corkscrew moonsault)[3]

- Movimientos de firma
  - Tornado KIX[1] (Second rope springboard moonsault, a veces hacia fuera del ring)[3][2]
  - Chocobat[1] (Side headbutt drop, a veces desde una posición elevada)
  - Kuishinbo Driver[4] (Sitout scoop slam piledriver)
  - Arm twist ropewalk backflip arm drag
  - Diving crossbody
  - Diving moonsault
  - Dropkick, a veces desde una posición elevada
  - Hurricanrana[2] a veces desde la segunda cuerda[3] o a un oponente elevado[3][1]
  - Shining wizard[1]
  - Sitout facebuster
  - Small package
  - Springboard tornado DDT
  - Superkick

- Mánagers
  - Peckey

## Campeonatos y logros
- Osaka Pro Wrestling
  - OPW Battle Royal Championship (3 veces)
  - OPW Meibutsu Sekaiichi Championship (3 veces)
  - OPW Owarai Championship (2 veces)
  - UWA World Trios Championship (1 vez) - con Ebessan III & Kanjyouro Matsuyama
  - FM Osaka Cup 1 Day Six Man Tag Tournament (2009) - con Ebessan III & Kanjyouro Matsuyama